# フライ (鉄板焼)

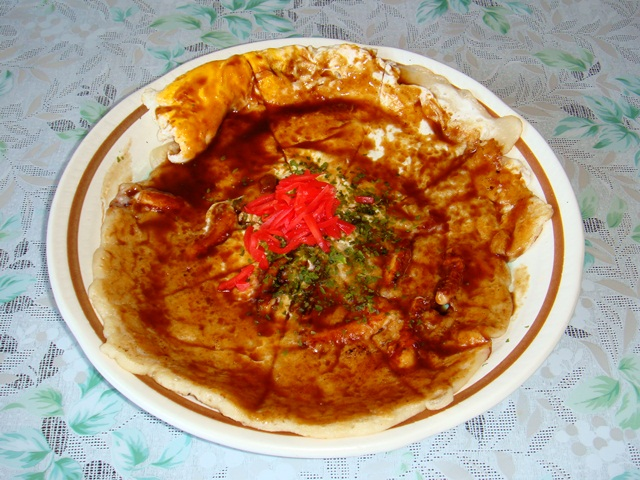
行田フライ

フライは、埼玉県北部地域のご当地料理となっている鉄板焼き料理である。住民は単に「フライ」と言うと通常これを指す。行田市周辺のゼリーフライと同じく軽食やおやつとして主に食べられる。
行田市は行田フライ（ぎょうだフライ）として商標登録し、全国ブランド化事業を展開、キャラクター「フラべぇ」などとともにPRしている。

## 概要

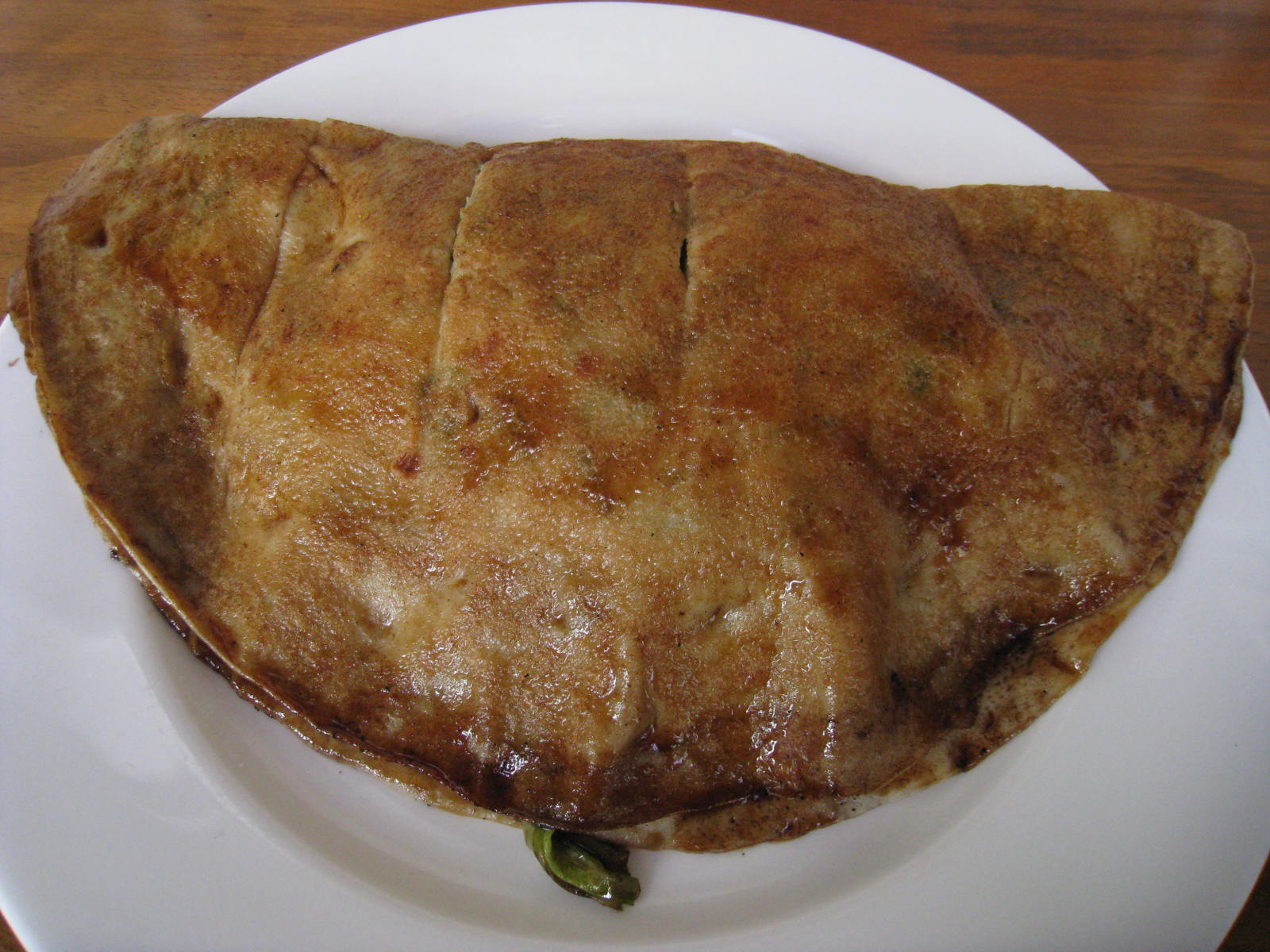
二つ折り（えんまん堤）

フライといっても揚げ物ではなく、油を引いた鉄板で水溶き小麦粉を焼く料理である。行田市ホームページなど、お好み焼きとクレープの中間の食べ物と形容される事もあるが、お好み焼きとガレットの中間、あるいは素朴なねぎ焼きかチヂミとも形容できる。
やや緩めに水で溶いた小麦粉を鉄板の上で薄く伸ばし、店舗によって異なるが豚肉や長葱、干海老、切りイカなどの具材を載せて焼く。黄身を崩した目玉焼き状の玉子を入れたり、少数ながらキャベツを入れる店もある。
焼く工程で鍋ブタなどで押さえつけ、肉汁など具の旨味を全体に行き渡らせる調理法がとられることが多い。焼き上がりに醤油もしくはウスターソースを表面に塗り、青海苔を振りかける。多くの場合、店での飲食には大皿に広げた円形のまま、持ち帰りは半分に折って包装される。鴻巣市吹上地区では、揚げパン粉をふりかける店もある。
大、中、小（あるいは大、小）と2〜3種類の大きさを用意している店が多い。値段は小が200〜300円、大が400円〜500円前後と大きいほうが高くなるが、あわせて具も充実させている店、無料で玉子入りにできる店などがある（通常、広げた円形で提供する店も、「大」は皿からはみ出すために二つ折りにすることがある）。
焼きそばとのセットメニューについては店により「別々の皿で出す」「フライと同じ皿に盛る」「焼いたフライを二つ折りにして焼きそばを挟み込む」等、様々である。「ミックス」と呼ばれることが多いが、「フライ焼きそば」などと呼ぶ場合もある。
なお、フライと並ぶもうひとつのB級グルメであるゼリーフライ（こちらは揚げ物）と混同されることも多いが、両方を扱っている店は少なく、フライは専門店、ゼリーフライは精肉店などで他の揚げ物と一緒に販売されるのが通例である。

## 由来
「フライ」の命名者は、行田市天満の古沢商店（2018年閉店）の初代店主といわれている。1925年（大正14年）に近くの足袋工場で働く女性工員に、休憩時のおやつとして出し始めたのがきっかけとされ、当初はフライパンで焼いていたことからフライ焼きと呼んでいた。手ごろな値段で手軽に食べられて、なおかつ腹持ちがよいことからファーストフードとして親しまれ、多くはこれら女工たちの手を経て地元家庭や市内飲食店に広まっていったとされる。元来、小麦粉を水で溶いただけであったが、長葱を入れたり、ソースではなく醤油を塗って味付けをし、生地に砂糖を入れてホットケーキのようなフライもつくられた。後に「フライ焼き」から「フライ」へと名前が省略された。
なお、行田市の足袋工業の発展と共に広まっていったことから、布が来ると書いて「布来（フライ）」、足袋工業の発展が富をもたらしたとして、富が来ると書いて「富来（フライ）」などと当て字をすることがある。
熊谷市では、いつどこで誕生したかは不明としている。

## 現況
行田市を中心として、同市と秩父鉄道沿いに東西に隣接する熊谷市・羽生市、および行田市の南隣にあって路線バスで結ばれて行田の玄関口の役割を担う鴻巣市の旧吹上町域の計4市の範囲に50軒ほどの「フライ屋」があり、地元住民にはなじみの料理である。
- 行田市：『行田のフライ』

森田信吾のグルメ漫画「駅前の歩き方」や、テレビの情報番組等に取り上げられるなどしており、行田市にとっては忍城跡とならぶ観光資源の一つとなっている。これをうけ、行田市観光協会がフライを扱う食堂の一覧を記した「行田フライマップ」を作成、市役所や行田駅前の観光案内所、市内のフライ屋の各店舗などで配布されている。フライ屋の主たる顧客は地元地域の住民であるため、観光客が多い日曜日が定休日となっている店もある。
後述の通り、行田の名物として、文化財等にも認定されている。
- 熊谷市

熊谷市においても「フライ」を公式に名物料理・観光資源の一つとして扱っており、「熊谷の名物料理」だとしてメディアで紹介されることもある。
- その他地域

鴻巣市・羽生市では、自治体としては特段力を入れている様子は見られない。鴻巣市が纏めた市内のグルメ店を紹介するパンフレットにもフライ店は一軒も掲載されていない。
当該地域以外での知名度は低く、他地域での常設店舗はごくわずかである。

## 文化財
行田のフライは、ゼリーフライとともに、2017年（平成29年）4月28日に文化庁が認定する日本遺産ストーリー「和装文化の足元を支え続ける足袋蔵のまち行田」の構成資産（文化財）の一つとなった。
同じく文化庁『100年フード』「近代の100年フード部門〜明治・大正に生み出された食文化〜」にゼリーフライと共に認定された。